# Спартак (обувная фабрика)
Обувная фабрика «Спартак» — предприятие лёгкой промышленности в Казани, была одной из крупнейших фабрик обуви в России, существовавшее 1916—2017 годах.

## История
Фабрика была основана в 1916 году фабрикантами Шабановым, Зобниным и Жулиным, учредившими фирму по производству обуви «Поляр». Казанское товарищество обувной мануфактуры выкупило для фирмы двухэтажное складское помещение в Суконной слободе на Армянской улице (ныне — Спартаковская улица). Кроме того, для обработки кож рядом с фабрикой был открыт кожевенный завод. Оснащение самой фабрики включало паровой двигатель и машины для пошива верха обуви. Через три года после открытия на фабрике трудилось 980 человек.
Постановлением ВСНХ от 7 февраля 1920 года фабрика была национализирована и передана в ведение Таткожа (с 1 января 1922 года — Таткожтреста). В том же году для подготовки специалистов для фабрики и смежных производств был открыт Казанский районный кожевенный техникум Татарии, Урала и Сибири.
В 1922 году по предложению рабочих фабрика получила название «Спартак» в честь Спартака. В октябре того же года она была реорганизована в Казанский кожевенно-обувной комбинат «Спартак».
В 1928 году был построен новый корпус комбината, соединивший помещения обувной фабрики и кожзавода. В последующем, на прилегающей территории строились другие фабричные здания. Например, в 1934 году возводится 2-х этажное помещение шерстомойки.
Во время первой пятилетки, в 1932 году численность рабочих достигла 2857 человек.
Во время Великой Отечественной войны фабрика выпускала более миллиона пар обуви в год. Она поставляла на фронт солдатские сапоги и меховые унты. Комбинат продолжал расширяться за счёт того, что в Казань была эвакуированы оборудование и рабочие Гомельской обувной фабрики «Труд».
После войны был реконструирован цех модельной обуви. Сама фабрика была автоматизирована — на ней действовало 28 конвейеров, множество машин-полуавтоматов.
1 августа 1962 года к «Спартаку» была присоединена Казанская фабрика детской обуви. На предприятии трудилось около 5000 человек. Ежедневный выпуск обуви достиг 24 тысяч пар.
В последующем в состав Казанского обувного комбината входили также Зеленодольская и Чистопольская обувные фабрики. 11 июня 1964 года комбинат был переименован в Татарское производственное обувное объединение «Спартак» (ТПОО «Спартак»). В 1965 году «Спартаком» производилось 155 моделей обуви, до 9 миллионов пар в год.
В 1980-х годах объём выпускаемой «Спартаком» продукции достигал 11,5 миллионов пар обуви (детская, модельная женская и мужская обувь на все сезоны, кирзовые сапоги, унты и пинетки) в год. С 1989 года предприятие именовалось Татарское промышленно-торговое обувное объединение «Спартак» и включало также Йошкар-олинскую обувную фабрику (с 1977 года).
В 1991 году фабрика стала называться «Арендным Татарским промышленно-торговым обувным объединением „Спартак“». В соответствии с Указом Президента Республики Татарстан «О мерах по преобразованию государственных предприятий, организаций и объединений в акционерные общества» от 26 сентября 1992 года №УП-466 предприятие было преобразовано в акционерное общество.
С 27 августа 1994 года предприятие стало именоваться Акционерное общество открытого типа «Обувное объединение „Спартак“», а в 2000 году общество получило новое название «Обувное открытое акционерное общество „Спартак“».
В 1990-х годах в связи с насыщением рынка импортной обувью, объём выпуска значительно сократился. По словам посетившего фабрику во время празднования её 85-летия, в 2001 году Президента Татарстана Минтимера Шаймиева, предприятие миновало «очень тяжёлое, болезненное время».
В 2001 году, согласно оценке газеты «Коммерсантъ», «Спартак» входил в двадцатку крупнейших производителей обуви России.
В 2000-х годах на предприятии были значительно сокращены производственные площади. Кроме того, в 2007—2012 годах численность персонала была уменьшена вдвое. В 2012 году был реализован проект «Построение производственной системы „Спартак“ на основе принципов бережливого производства».

## Собственники и руководство
В период СССР являлось государственным предприятием в составе «Министерства легкой промышленности РСФСР». В 1992 году предприятие было приватизировано и преобразовано в акционерное общество.
С 1999 по 2003 год генеральным директором ОАО «Обувная фабрика „Спартак“» являлся Рамис Гизетдинов. В 2011 году Гизетдинов был осуждён судом к лишению свободы на три года и десять месяцев условно по обвинению в том, что в бытность директором фабрики он за вознаграждение помог рейдерам похитить имущество возглавляемого им предприятия на 8 млн рублей.
На конец 2010 года основными акционерами компании являлись «АИКБ „Татфондбанк“» (97,8 % акций) и генеральный директор фабрики Райхат Зиятдинович Гарипов (0,9 % акций). На 31 декабря 2011 года 97,3 % акций принадлежали ООО «Спартак-Финанс», а 0,9 % — Р. З. Гарипову.
В апреле 2012 года стало известно, что Р. З. Гарипов стал владельцем компании, совершив сделку по покупке по закрытой подписке дополнительного выпуска 100 млн штук акций фабрики, составляющих 95,89 % уставного капитала ОАО. Он выкупил бумаги по номинальной цене — 10 рублей за штуку, выплатив 1 млрд рублей.
В 2021 году права на бренд «Спартак» приобрел Ревизонский Виталий Юрьевич, индивидуальный предприниматель из Калининградской области.

## Деятельность
Основной деятельностью фабрики является производство и реализация изделий обувной промышленности из натуральной и искусственной кожи, текстиля. В настоящее время «Спартак» производит обувь трёх торговых марок: «Спартак» (классическая обувь), «Вon ton» (яркая и модная обувь) и «Poliar» (спортивная обувь); около 500 000 пар в год.
Компания имеет собственную развитую розничную сеть (оператором которой является дочерняя компания ООО «Торговый дом „Спартак“», а оптовым продавцом выступает дочерняя компания ООО «Поляр»), насчитывающую на середину 2012 года более 80 фирменных обувных магазинов «Спартак» в 23 городах России (39 магазинов — в городах РТ, из них 12 — в Казани). С 2005 года компания ведёт работу также на рынках стран СНГ. В официальных документах компании сообщается о намерении в 2012 году расширить свою розничную сеть до 200 магазинов.
В 2010 году «Спартак» увеличил объём производства по отношению к 2009 году на 21,5 % — до 510 тыс. пар (объём продаж компании в 2010 году также возрос и составил более 236 тыс. пар).
По расчётам компании, она занимает 1 % обувного рынка России (объём которого оценивается на 2012 год в 400—450 млн пар, или около $23 млрд/год), что позволяет заявить о том, что она является одним из крупнейших российских производителей обуви (на долю отечественного производителя приходится около 15 % обувного рынка в товарной массе и менее 10 % в денежном выражении). Согласно официальным документам, до конца 2012 года фабрика намерена увеличить свою долю на обувном рынке России до 1,5 %.

## Банкротство
На 2016 год на фабрике оставалось 500—600 работников. Долг предприятия превысил 3 млрд рублей, из которых 20 млн составили долги по зарплате.
В 2017 году, после банкротства Татфондбанка, по решению совета директоров фабрики Арбитражный суд начал процедуру банкротства. Конкурсный управляющий оценил здание в 1,5 миллиарда рублей.
В 2018 году в действиях руководства обувной фабрики были выявлены признаки преднамеренного банкротства предприятия по статье 196 УК РФ.